# Prise de la ville de Montereau
La ville de Montereau (actuelle Montereau-Fault-Yonne) fut prise par le duc de Mayenne en juin 1589.